# A szellem és Molly McGee
A szellem és Molly McGee  (eredeti cím: The Ghost and Molly McGee) 2021 és 2024 között futott amerikai televíziós flash animációs vígjátéksorozat, amelyet Bill Motz és Bob Roth alkotott.
Amerikában 2021. október 1-én, míg Magyarországon a Disney Csatorna mutatta be 2022. március 14-én.
2021. augusztus 31-én berendelték a második évadot.

## Ismertető
Az optimista Molly McGee jobb hellyé tenné a világot. Eközben Karc, a vad szellem rosszabb hellyé tenné a világot. Egy átok hatására (amelyet karc szabadít a lányra, mert betört a „házába”) Mollyhoz kerül. Karc és Molly barátságot köt.

## Szereplők

### Főszereplők
- Molly McGee – Ír és thai felmenőkkel rendelkező optimista lány, aki azért él, hogy jobbá tegye a világot. Brightonba költözik a családjával, ahol megismerkedett Karccal. Később az iskolában szerez egy Libby nevű emberi barátot. Belezúgott Ollie-ba is (aki a Nagy Gesztusban már a barátja, azaz randiznak), egy vele egykorú szomszéd fiúba, aki viszonozza az érzéseit, és egy szellemvadász család tagja.
- Karc – Morcos szellem, aki véletlenül elátkozta magát, hogy örökre Molly mellett maradjon. Őt nem látják az emberek, kivéve a McGee családot, Libbyt, Ollie-t és June-t. Az volt a feladata, hogy a Szellemtanács megbízásából megijessze az embereket, de inkább Mollyval szerette tölteni az idejét. Karc látható állapotban fluoreszkáló ciánkék színben világít, de képes láthatatlanná tenni magát, valamint megváltoztatni a megjelenését és eltorzítani a környezetét, általában azért, hogy megijessze az embereket. Később őt nevezik ki a Szellemvilág új elnökének. Van egy Geoff nevű szellem barátja is, aki eleinte idegesíti, de végül megtanulja megkedvelni őt.
- Pete McGee – Molly és Darryl ír édesapja, Sharon férje, a városi tanács tagja, építőmérnök és egykori korcsolyázó. Időnként hajlamos félkegyelműen viselkedni.
- Sharon McGee – Molly és Darryl thai anyja és Pete felesége. Eredetileg feszült volt a kapcsolata az édesanyjával, Nin nagymamával, de a kezdtek jobban kijönni egymással. Bevétele abból származik, hogy fellépéseket vállal a Gig-Pig nevű alkalmazásból. Álma, hogy művész legyen.
- Darryl McGee – Molly bajkeverő öccse. Darrylnek van egy tarantulája, és „sok kapcsolattal rendelkező embernek” nevezi magát.
- Nin Suksai nagyi – Molly és Darryl nagymamája, Sharon édesanyja és Pete anyósa.
- Libby Stein-Torres – Molly legjobb emberi barátja. Szereti a teknősöket. Libby megtudja Karc létezését, később pedig összebarátkozik vele.

### Mellékszereplők
Brighton lakói
- Andrea Davenport – Molly ellensége, később barátja. Nagyon érzékeny a keresztneve kiejtésére, és ő a legnépszerűbb lány az iskolában. Sikerei ellenére időnként boldogtalannak tűnik, és kétségbeesetten vágyik elfoglalt szülei figyelmére.
- Sheela – Molly geek barátja.
- Kat – Molly rózsaszín hajú barátja.
- Miss Lightfoot – Molly állandóan ideges tanára.
- Mrs. Roop – Molly tanára, Pam felesége.
- Patty – Egy idős lakos, aki Mollyval barátkozik.
- Brunson polgármester – Brighton polgármestere.
- Leah Stein-Torres – Libby anyja.
- O'Connor igazgató – A Brighton Middle School igazgatója
- Irving, a varázsló – Utcai bűvész.
- Weird Larry – Zálogház-tulajdonos.
- Maxwell Davenport – Andrea apja.
- Joanie Pataky – Riporter.
- Adia – Karc első legjobb barátja, amikor még élt.

A Chen család
- Oliver „Ollie” Chen – Molly barátja és June bátyja. A szellemvadászatuk kutatási specialistája. Ő is tud Karc létezéséről.
- Juniper „June” Chen – Ollie húga és feltaláló. Autista, és szokása a brutális őszinteség. Ő a családja technológiai specialistája, és számos találmányával segíti a szellemvadászatot.
- Esther Chen – Ollie és June anyja. Ő felel a videóért és a grafikáért a szellemvadászatukkal.
- Ruben Chen – Ollie és June apja. Ő a szellemvadászatuk vezetője, aki egy gyermekkori szellemmel való találkozás után kezdte el ezt a szakmát.

Szellemek
- A Szellemtanács
  - A Szellemtanács elnöke – Szellemszerű elnök, aki a Kaszást képviseli. Nyomorúsággal táplálkozik, és elvárja, hogy más szellemek terjesszék azt a kedvéért. Molly öröme elpusztította őt.
  - A Szellemtanács tagjai
    - Lucretia – Lila szellem, aki a tanács egyik tagja.
    - Sir Alister – Zöld szellem, aki a tanács egyik tagja. Életében arra vágyott, hogy hivatásszerűen lanton játsszon.
    - Grimbella – Szürkés levendulaszínű szellem és a tanács egyik tagja.
    - Bartholomew – Mogorva kék szellem és a tanács egyik tagja.
- Geoff – Bolondos szellem, aki Karc legjobb szellem barátja. 100 éve tartós kapcsolatban van Jeff-fel.
- Szellemkidobó – A szellemklub kidobója.
- Csíny – lila szellem, aki egy örömvadász, és akit a Szellemtanács küldött Molly eltüntetésére. Az elnök halála után is folytatja Karc ellenszenvét.

## Szereposztás

### Főszereplők
| Szereplő           | Eredeti hang     | Magyar hang         |
| ------------------ | ---------------- | ------------------- |
| Molly McGee        | Ashly Burch      | Csifó Dorina        |
| Karc               | Dana Snyder      | Kassai Károly       |
| Pete McGee         | Jordan Klepper   | Pál Tamás           |
| Sharon McGee       | Sumalee Montano  | Zakariás Éva        |
| Nin nagyi          | Sumalee Montano  | Menszátor Magdolna  |
| Darryl McGee       | Michaela Dietz   | Kovács András Bátor |
| Libby Stein-Torres | Lara Jill Miller | Pekár Adrienn       |

### Mellékszereplők
| Szereplő             | Eredeti hang        | Magyar hang                                      |
| -------------------- | ------------------- | ------------------------------------------------ |
| Andrea Davenport     | Jules Medcraft      | Laudon Andrea                                    |
| Sheela               | Aparna Nancherla    | Vági Viktória                                    |
| Kat                  | Eden Riegel         | Szabó Luca                                       |
| Miss Lightfoot       | Julia Jones         | Bálint Adrienn                                   |
| Patty                | Jenifer Lewis       | Udvarias Katalin                                 |
| Brunson polgármester | Patton Oswalt       | Kapácsy Miklós                                   |
| Leah Stein-Torres    | Pamela Adlon        | Barbinek Paula                                   |
| O'Connor igazgató    | Eugene Byrd         | Fellegi Lénárd Juhász Zoltán (néhány részben)    |
| Maxwell Davenport    | Thomas Lennon       | ?                                                |
| Mrs. Davenport       | Jessica Keenan Wynn | Mohácsi Nóra                                     |
| Ollie Chen           | Alan Lee            | Berecz Kristóf Uwe                               |
| June Chen            | Sue Ann Pien        | Engel-Iván Lili                                  |
| Esther Chen          | Stephanie Sheh      | Hámori Eszter                                    |
| Ruben Chen           | Leonard Wu          | Ágoston Péter                                    |
| Lucretia             | Grey DeLisle        | Halász Aranka                                    |
| Sir Alister          | John DiMaggio       | Kertész Péter Törköly Levente (néhány részben)   |
| Grimbella            | Kari Wahlgren       | Horváth Zsuzsa                                   |
| Bartholomew          | Greg Baldwin        | Péter Richárd                                    |
| Geoff                | Eric Edelstein      | Petridisz Hrisztosz                              |
| Szellemkidobó        | John DiMaggio       | Törköly Levente (1. hang) Bolla Róbert (2. hang) |
| Franklin Roosevelt   | John DiMaggio       | Bartók László                                    |
| Csíny                | Liza Koshy          | Ágoston Katalin                                  |
| Tammy Myers          | Chandler Kinney     | Györke Laura                                     |
| Ted bácsi            | Yuri Lowenthal      | Regenye András                                   |
| Billy McGee          | John DiMaggio       | Varga Rókus                                      |
| Jilly McGee          | Marieve Herington   | Kocsis Mariann                                   |
| Reggie               | Sean Giambrone      | Sörös Miklós                                     |

### Magyar változat
A szinkront az SDI Media Hungary készítette.
- Felolvasó: Schmidt Andrea
- Magyar szöveg: Imri László
- Dalszöveg, hangmérnök és zenei rendező: Weichinger Kálmán
- Vágó: Házi Sándor
- Gyártásvezető: Derzsi-Kovács Éva
- Szinkronrendező: Dezsőffy-Rajz Katalin
- Produkciós vezető: Orosz Katalin
- További magyar hangok: Bajza Viktória, Bálint Adrienn, Bartók László, Bolla Róbert, Berkes Bence, Gardi Tamás, Hegedűs Miklós, Iszak Dorottya, Juhász Zoltán, Kisfalusi Lehel, Márta Éva, Németh Attila István, Orbán Gábor, Papucsek Vilmos, Réti Szilvia, Rigler Renáta, Sági Tímea, Sörös Miklós, Szrna Krisztián, Udvarias Katalin, Zsemlye Balázs, Varga Rókus, Fehér Tibor
- Énekhangok: Andrádi Zsanett, Békefi Viktória, Dobó Enikő, Hegedűs Johanna, Juhász Levente, Magyar Viktória, Mikola Gergő, Posta Victor, Réthy Zsazsa, Szentirmai Zsolt, Veress Mónika, Csuha Lajos

## Évados áttekintés
| Évad | Évad | Epizód | Angol sugárzás   | Angol sugárzás   | Magyar sugárzás   | Magyar sugárzás     |
| Évad | Évad | Epizód | Évadpremier      | Évadfinálé       | Évadpremier       | Évadfinálé          |
| ---- | ---- | ------ | ---------------- | ---------------- | ----------------- | ------------------- |
|      | 1    | 20     | 2021. október 1. | 2022. július 9.  | 2022. március 14. | 2022. szeptember 9. |
|      | 2    | 21     | 2023. április 1. | 2024. január 13. | 2023. október 16. | 2024. február 2.    |

## Epizódok

### 1. évad
| #   | Eredeti cím                           | Magyar cím                 | Rendező                       | Író                             | Eredeti premier    | Magyar premier      |
| --- | ------------------------------------- | -------------------------- | ----------------------------- | ------------------------------- | ------------------ | ------------------- |
| 1.  | The Curse                             | Az átok                    | Stephen Heneveld              | Bill Motz és Bob Roth           | 2021. október 1.   | 2022. március 14.   |
| 1.  | First Day Frights                     | Rémület az iskolában       | Sam King                      | Bill Motz és Bob Roth           | 2021. október 1.   | 2022. március 14.   |
| 2.  | Howlin' Harriet                       | Üvöltő Harriet             | Sam King                      | Charley Feldman                 | 2021. október 2.   | 2022. március 15.   |
| 2.  | The (Un)natural                       | Az őstehetség(telen)       | Stephen Heneveld              | Bill Motz és Bob Roth           | 2021. október 2.   | 2022. március 15.   |
| 3.  | Getting the Band(shell) Back Together | Az új színpad              | Sam King                      | Katie Greenway                  | 2021. október 9.   | 2022. március 16.   |
| 3.  | The Greatest Concert Ever             | A világ legjobb koncertje  | Stephen Heneveld              | Paul Chang                      | 2021. október 9.   | 2022. március 16.   |
| 4.  | Mama's Gotta Hustle                   | Dolgos anya                | Sam King                      | Katie Greenway                  | 2021. október 16.  | 2022. március 17.   |
| 4.  | Hooray for Mollywood!                 | Éljen Mollywood!           | Stephen Heneveld              | Peter Limm                      | 2021. október 16.  | 2022. március 17.   |
| 5.  | Not So Honest Abe                     | Nem őszinte Abe            | Sam King                      | Malya Williams                  | 2021. október 23.  | 2022. március 18.   |
| 5.  | The Best of Nin-tentions              | Nin nagyi látogatóban      | Stephen Heneveld              | Cynthia Furey                   | 2021. október 23.  | 2022. március 18.   |
| 6.  | Mazel Tov, Libby!                     | Mazel Tov, Libby!          | Sam King                      | Peri Segel                      | 2021. október 30.  | 2022. március 21.   |
| 6.  | No Good Deed                          | Jótett helyébe             | Stephen Heneveld              | Jase Rlccl és Sammie Crowley    | 2021. október 30.  | 2022. március 21.   |
| 7.  | The Turnip Twist                      | A tarló twist              | Stephen Heneveld              | Madison Bateman                 | 2021. november 6.  | 2022. március 22.   |
| 7.  | All Systems No                        | Igenek és nemek            | Johnny Castuciano             | Sammie Crowley                  | 2021. november 6.  | 2022. március 22.   |
| 8.  | Monumental Disaster                   | Momumentális katasztrófa   | Johnny Castuciano és Sam King | Ricky Roxburgh és Paul Chang    | 2021. november 13. | 2022. március 23.   |
| 8.  | Talent Show                           | Tehetségkutató             | Stephen Heneveld és Sam King  | Katie Greenway és Peter Limm    | 2021. november 13. | 2022. március 23.   |
| 9.  | Scratch the Surface                   | Libby gyanút fog           | Johnny Castuciano             | Sammie Crowley                  | 2021. november 20. | 2022. március 24.   |
| 9.  | Friend-Off                            | Barát párbaj               | Sam King                      | Paul Chang                      | 2021. november 20. | 2022. március 24.   |
| 10. | Festival of Lights                    | A fények ünnepe            | Johnny Castuciano             | Peri Segel                      | 2021. november 27. | 2022. augusztus 29. |
| 10. | Saving Christmas                      | A karácsony megmentése     | Stephen Heneveld              | Peter Limm                      | 2021. november 27. | 2022. augusztus 29. |
| 11. | Ice Princess                          | A jéghercegnő              | Stephen Heneveld              | Peter Limm                      | 2022. február 12.  | 2022. augusztus 30. |
| 11. | Ready, Set, Snow!                     | Vigyázz, kész, hó!         | Johnny Castuciano             | Sammie Crowley                  | 2022. február 12.  | 2022. augusztus 30. |
| 12. | Game Night                            | Játék este                 | Sam King                      | Peter Limm                      | 2022. február 19.  | 2022. március 25.   |
| 12. | The Don't-Gooder                      | A nem jó tevő              | Stephen Heneveld és Sam King  | Cynthia Furey                   | 2022. február 19.  | 2022. március 25.   |
| 13. | Innocent Until Proven Ghostly         | Az ártatlanság vélelme     | Sam King                      | Paul Chang                      | 2022. február 26.  | 2022. augusztus 31. |
| 13. | Twin Trouble                          | Ikerbajok                  | Sam King                      | Cynthia Furey                   | 2022. február 26.  | 2022. augusztus 31. |
| 14. | Goat Your Own Way                     | Kecskeidomítás             | Stephen Heneveld              | Cynthia Furey                   | 2022. március 5.   | 2022. szeptember 1. |
| 14. | A Very Hungry Ghost                   | Egy nagyon éhes szellem    | Johnny Castuciano             | Peri Segel                      | 2022. március 5.   | 2022. szeptember 1. |
| 15. | Scare Tactics                         | Rém elmélet                | Sam King                      | Sammie Crowley                  | 2022. március 12.  | 2022. szeptember 2. |
| 15. | Bad Boy Bobby Daniels                 | Bobby Daniels, a rosszfiú  | Stephen Heneveld              | Paul Chang                      | 2022. március 12.  | 2022. szeptember 2. |
| 16. | Citizen McGee                         | Molly, a polgármester      | Johnny Castuciano             | Peter Limm                      | 2022. június 11.   | 2022. szeptember 5. |
| 16. | The Internship                        | Gyakornokság               | Stephen Heneveld              | Cynthia Furey                   | 2022. június 11.   | 2022. szeptember 5. |
| 17. | The Lucky Penny                       | A szerencse cent           | Sam King                      | Paul Chang                      | 2022. június 18.   | 2022. szeptember 6. |
| 17. | Lock, Stock, and Peril                | A pince rabjai             | Johnny Castuciano             | Sammie Crowley                  | 2022. június 18.   | 2022. szeptember 6. |
| 18. | Out of House and Home                 | Ha a család összefog       | Sam King                      | Cynthia Furey                   | 2022. június 25.   | 2022. szeptember 7. |
| 18. | Home is Where the Haunt Is            | Otthon, kísérteties otthon | Stephen Heneveld              | Paul Chang                      | 2022. június 25.   | 2022. szeptember 7. |
| 19. | Scaring is Caring                     | A rémisztő Molly           | Johnny Castuciano             | Peri Segel                      | 2022. július 2.    | 2022. szeptember 8. |
| 19. | All Night Plight                      | Az üstökös                 | Sam King                      | Sammie Crowley és Cynthia Furey | 2022. július 2.    | 2022. szeptember 8. |
| 20. | The Jig is Up                         | Az örömvadász              | Stephen Heneveld              | Madison Bateman                 | 2022. július 9.    | 2022. szeptember 9. |
| 20. | Molly vs. The Ghost World             | Molly a Szellemvilág ellen | Johnny Castuciano             | Madison Bateman                 | 2022. július 9.    | 2022. szeptember 9. |

### 2. évad
| #   | Eredeti cím                      | Magyar cím                  | Rendező                                   | Író                                                                      | Eredeti premier     | Magyar premier     |
| --- | -------------------------------- | --------------------------- | ----------------------------------------- | ------------------------------------------------------------------------ | ------------------- | ------------------ |
| 1.  | The New (Para)Normal             | A para normális             | Sam King és Stephen Heneveld              | Madison Bateman                                                          | 2023. április 1.    | 2023. október 16.  |
| 2.  | Book Marks the Sprite            | A sztorifaló                | Johnny Castuciano                         | Paul Chang                                                               | 2023. április 8.    | 2023. október 17.  |
| 2.  | Double, Double, Darryl & Trouble | Dupla Darryl, dupla baj     | Sam King                                  | Sammie Crowley                                                           | 2023. április 8.    | 2023. október 17.  |
| 3.  | Faint of Art                     | A festőmű-vész              | Stephen Heneveld                          | Mia Resella                                                              | 2023. április 15.   | 2023. október 18.  |
| 3.  | A Soda to Remember               | Üdítő mizéria               | Johnny Castuciano                         | Brandon Hoang                                                            | 2023. április 15.   | 2023. október 18.  |
| 4.  | A Period Place                   | Nagylányok                  | Sam King                                  | Peri Segel                                                               | 2023. április 22.   | 2023. október 19.  |
| 4.  | It's Always Sunny in Sunnyland   | Irány a napfényes Sunnyland | Stephen Heneveld                          | Paul Chang                                                               | 2023. április 22.   | 2023. október 19.  |
| 5.  | I Wanna Dance With Some-Ollie    | Molly és Ollie a bálban     | Stephen Heneveld                          | Brandon Hoang                                                            | 2023. április 29.   | 2023. október 20.  |
| 5.  | Davenport's on Demand            | A Davenport online bolt     | Johnny Castuciano                         | Paul Chang                                                               | 2023. április 29.   | 2023. október 20.  |
| 6.  | A Doll to Die For                | A rémisztő baba             | Johnny Castuciano & Steve Hirt            | Mia Resella                                                              | 2023. május 6.      | 2023. október 23.  |
| 6.  | The (After)life of the Party     | A túlvilági parti           | Sam King                                  | Sammie Crowley                                                           | 2023. május 6.      | 2023. október 23.  |
| 7.  | Frightmares on Main Street       | A rémisztők támadása        | Johnny Castuciano, Steve Hirt és Sam King | Paul Chang                                                               | 2023. május 13.     | 2023. október 24.  |
| 8.  | The Unhaunting of Brighton Video | A videótéka szelleme        | Sam King                                  | Mia Resella                                                              | 2023. május 20.     | 2023. december 11. |
| 8.  | 100% Molly McGee                 | 100% Molly McGee            | Johnny Castuciano                         | Peri Siegel és Mia Resella                                               | 2023. május 20.     | 2023. december 11. |
| 9.  | All Shark No Bite                | A szellemcápa               | Stephen Heneveld                          | Sammie Crowley                                                           | 2023. július 8.     | 2023. október 26.  |
| 9.  | Nin-dependence                   | Nyugger nyugalom            | Sam King                                  | Paul Chang és Peri Segel                                                 | 2023. július 8.     | 2023. október 26.  |
| 10. | Like Father Like Libby           | Apa és Libby                | Sam King                                  | Sammie Crowley és Peri Segel                                             | 2023. július 15.    | 2023. október 27.  |
| 10. | Dance Dad Revolution             | Táncos apu                  | Stephen Heneveld                          | Mia Resella                                                              | 2023. július 15.    | 2023. október 27.  |
| 11. | Jinx!                            | Csíny!                      | Sam King                                  | Paul Chang                                                               | 2023. július 22.    | 2023. október 25.  |
| 11. | Let's Play Turnipball!           | A tarlólabda meccs          | Stephen Heneveld                          | Brandon Hoang                                                            | 2023. július 22.    | 2023. október 25.  |
| 12. | The Ghost IS Molly McGee         | A szellem Molly McGee       | Johnny Castuciano                         | Brandon Hoang                                                            | 2023. július 29.    | 2023. december 12. |
| 12. | All in the Mind                  | Mi van a fejedben?          | Stephen Heneveld                          | Sammie Crowley                                                           | 2023. július 29.    | 2023. december 12. |
| 13. | Carbon Zero Heroes               | Zöldfülű zöldek             | Johnny Castuciano                         | Paul Chang                                                               | 2023. augusztus 5.  | 2023. december 13. |
| 13. | Davenport's in Demise            | A Davenport válság          | Sam King                                  | Sammie Crowley                                                           | 2023. augusztus 5.  | 2023. december 13. |
| 14. | Web of Lies                      | Hazugságok hálója           | Stephen Heneveld                          | Madison Bateman                                                          | 2023. augusztus 12. | 2023. december 14. |
| 14. | Kenny's Falling Star             | Kenny már nem keni          | Johnny Castuciano                         | Brandon Hoang                                                            | 2023. augusztus 12. | 2023. december 14. |
| 15. | Welcome to NecroComic-Con        | Üdv a NecroComic-Conon      | Sam King                                  | Paul Chang                                                               | 2023. október 28.   | 2023. december 15. |
| 15. | Fit to Print                     | Szóljon a hírharsona        | Stephen Heneveld                          | Gloria Shen                                                              | 2023. október 28.   | 2023. december 15. |
| 16. | Smile Valley Farm                | Mosolyfarm                  | Johnny Castuciano                         | Sammie Crowley                                                           | 2023. november 4.   | 2023. december 18. |
| 16. | The Grand Gesture                | A nagy gesztus              | Sam King                                  | Jenava Mie                                                               | 2023. november 4.   | 2023. december 18. |
| 17. | The Many Lives of Scratch        | Karc életei                 | Stephen Heneveld                          | Madison Bateman, Paul Chang, Sammie Crowley, Brandon Hoang és Peri Segel | 2023. november 11.  | 2023. december 19. |
| 17. | Alaka-Sham!                      | Abradakopler!               | Megan Fisher                              | Brandon Hoang                                                            | 2023. november 11.  | 2023. december 19. |
| 18. | F.O.N.A.A.!                      | N.T.B.U.Á.                  | Sam King                                  | Mariam Girgis                                                            | 2023. november 18.  | 2023. december 20. |
| 18. | Game On                          | A nagy pixel gyönyörű       | Stephen Heneveld                          | Sammie Crowley                                                           | 2023. november 18.  | 2023. december 20. |
| 19. | White Christmess                 | Fehér karácsony             | Stephen Heneveld                          | Sammie Crowley                                                           | 2023. december 1.   | 2023. december 22. |
| 19. | Perfect Day                      | Egy szuper nap              | Johnny Castuciano                         | Brandon Hoang                                                            | 2023. december 1.   | 2023. december 22. |
| 20. | Jinx vs. The Human World         | Csíny az élő emberek ellen  | Sam King és Johnny Castuclano             | Sammie Crowley                                                           | 2024. január 13.    | 2023. december 21. |
| 21. | The End                          | A vég                       | Stephen Heneveld és David Knott           | Bill Motz és Bob Roth                                                    | 2024. január 13.    | 2024. február 2.   |